# Военная полиция Литвы
Военная полиция Войска Литовского (лит. Lietuvos kariuomenės karo policija)  — войска военного правопорядка в составе Вооружённых сил Литвы в подчинении генеральной инспекции МОК Литвы.
Предназначена для организации правопорядка а также расследования нарушений в которых доказан факт участия литовских или иностранных военнослужащих на территории Литовской Республики и военных объектов переданных под охрану литовской военной полиции.

## Задачи и права

### Права офицера военной полиции
Выполняя задачи офицер военной полиции имеет право давать законные приказы любым физическим лицам и юридическим лицам и обязательны к исполнению в случае их законности.

### Задачи
Задачи военной полиции делятся на два типа — военного и мирного времени.
В мирное время:
- Физическая охрана
- Превенция правонарушений
- Поддержание военной дисциплины
- Контроль военного автотранспорта

В военное время:
- Поддержка мобильности войск
- Поддержка функциональности войск
- Поддержка безопасности
- Поддержка в задержании лиц

## История

### Военная полиция (1919-1940)
Первые подразделения военного порядка созданы в 15 марта 1919 года, по приказу военного коменданта Каунаса была создана военно-полевая рота милиции первыми командирами военной полиции стали офицер Йонас Йочис а его адъютантом Йонас Шалкаускас.
18 июля 1919 года рота была переформирована и отдана из городского подчинение в состав военного округа.
В конце 1919 года сформирована первая команда военно-полевой милиции под командованием лейтенанта Рудайтис-Рудавичюса, начато формирование школы военно-полевой милиции.
В 1920 году на основе команды военно-полевой милиции сформирована школа военно-полевой милиции в подчинении военной комендатуры.
Позднее военно-полевая милиция была переименована в военную полицию, также были установлены критерии для отбора солдат:
- Литовцы (как правило)
- Не ниже 170 см ростом.
- Обученные грамоте.
- Наличие хороших манер считалось обязательным.

Состав школы военной полиции была аналогичной пехотной роте:
- Начальник школы военной полиции — майор 
  - Взвод жандармов — капитан (помощник старшина) 
    - 1-я команда — лейтенант (65 человек)
    - 2-я команда — лейтенант (65 человек)
    - 3-я команда — лейтенант (65 человек)

  - Учебный взвод — капитан (помощник старшина) (около 36-40 человек)

Основными задачами военной полиции были - поддержание порядка во время дипломатических визитов, личная охрана президента, сопровождали интернированных поляков, коммунистов, новобранцев. Занимались охраной важных государственных объектов - министерства охраны края, президентского дворца, штаба обороны, отеля Метрополь, также мостов.
Школа военной полиции была ликвидирована в 1940 году, на её базе был сформирован охранный батальон в октябре ставший 184-й стрелковой дивизией РККА.

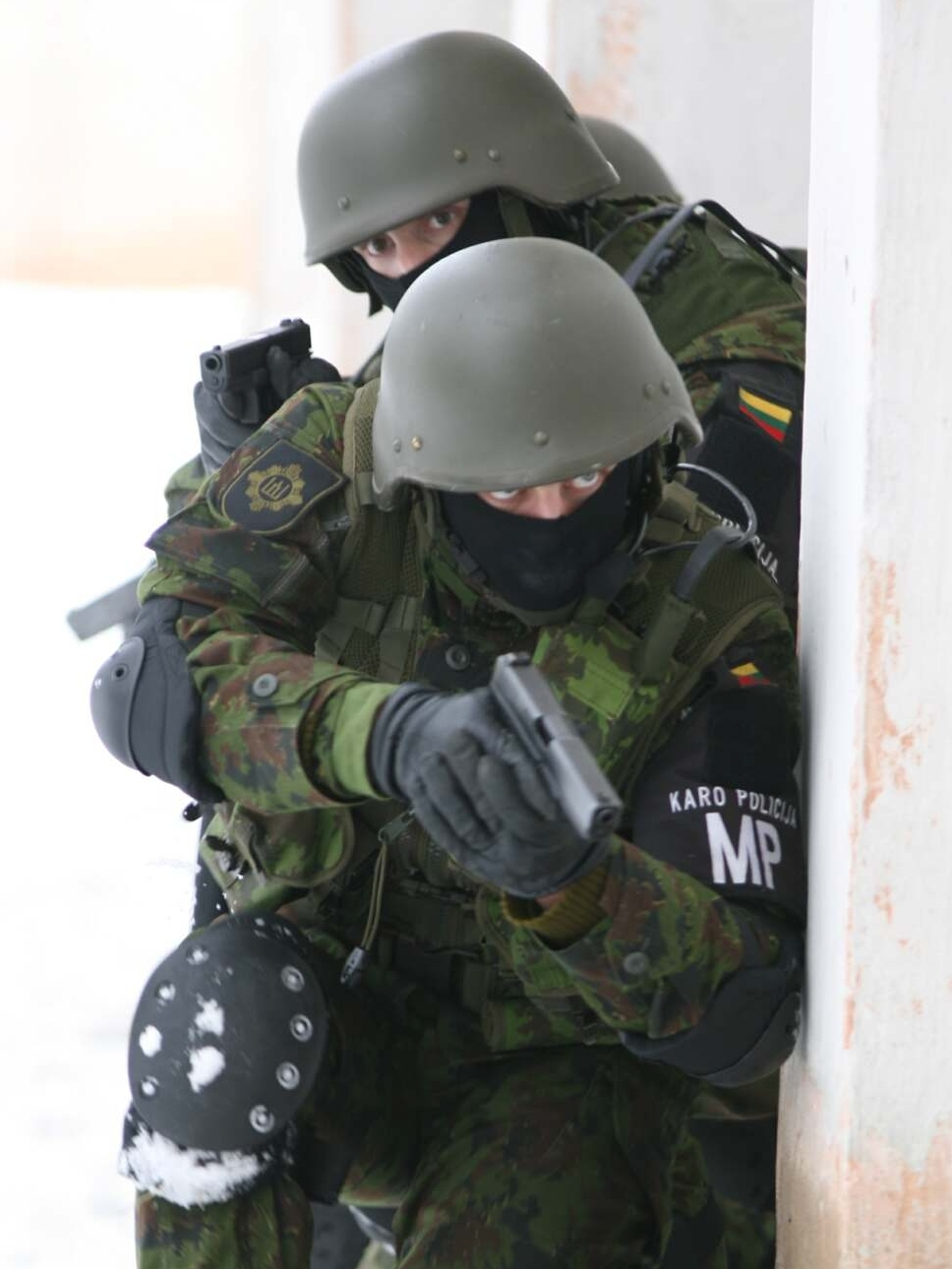
Литовская военная полиция в 2009 году.

### Восстановление военной полиции
1 июня 1991 года в Литовской Республике были сформированы 8 округов в подчинении которых оказались 37 комендатур которые должны были контролировать действия сотрудников и военнослужащих Департамента охраны края, также они занимались досудебными расследованиями в которых подозревались военнослужащие.
В 1993 году комендатуры вошли в состав Добровольческой службы охраны края. 1 марта в составе службы сформирована Военная жандармерия.
5 мая 1994 года в ходе реформы ДСОК было принято решение об переименовании структуры военной жандармерии в военную полицию, также были установлены задачи военной полиции:
1. Охрана и сопровождение важных персон.
2. Сопровождение военного транспорта к местам учений и тренировок и обратно.
3. Досудебные расследования.
4. Расследования, связанные с неприбытием военнослужащих и (или) гражданских служащих ДСОК к месту службы (работы), хищениями, случаями распития спиртного на месте службы (работы), иными дисциплинарными нарушениями, проступками.
5. Инспекция, добровольцев ДСОК несущих караульную службу.
6. Ведение патрулирования в Каунасе, сводными группами формируемыми по принципу набора из ближайших подразделений.

Полномочия военной полиции не распространялись на военнослужащих регулярной армии, аналогичные функции там выполняли взводы комендатуры однако довольно неэффективно.
22 октября 1998 года принят закон о военной полиции окончательно установивший централизованные полномочия в военных структурах Литвы.
В 2020 году на фоне пандемии - военная полиция с выходом новой редакции закона получила более чёткие полномочия и задачи, в том числе касающиеся гражданского населения.

## Структура
- Штаб военной полиции
- Вильнюсский гарнизон
- Каунасский гарнизон
- Клайпедский гарнизон
- Шяуляйский гарнизон

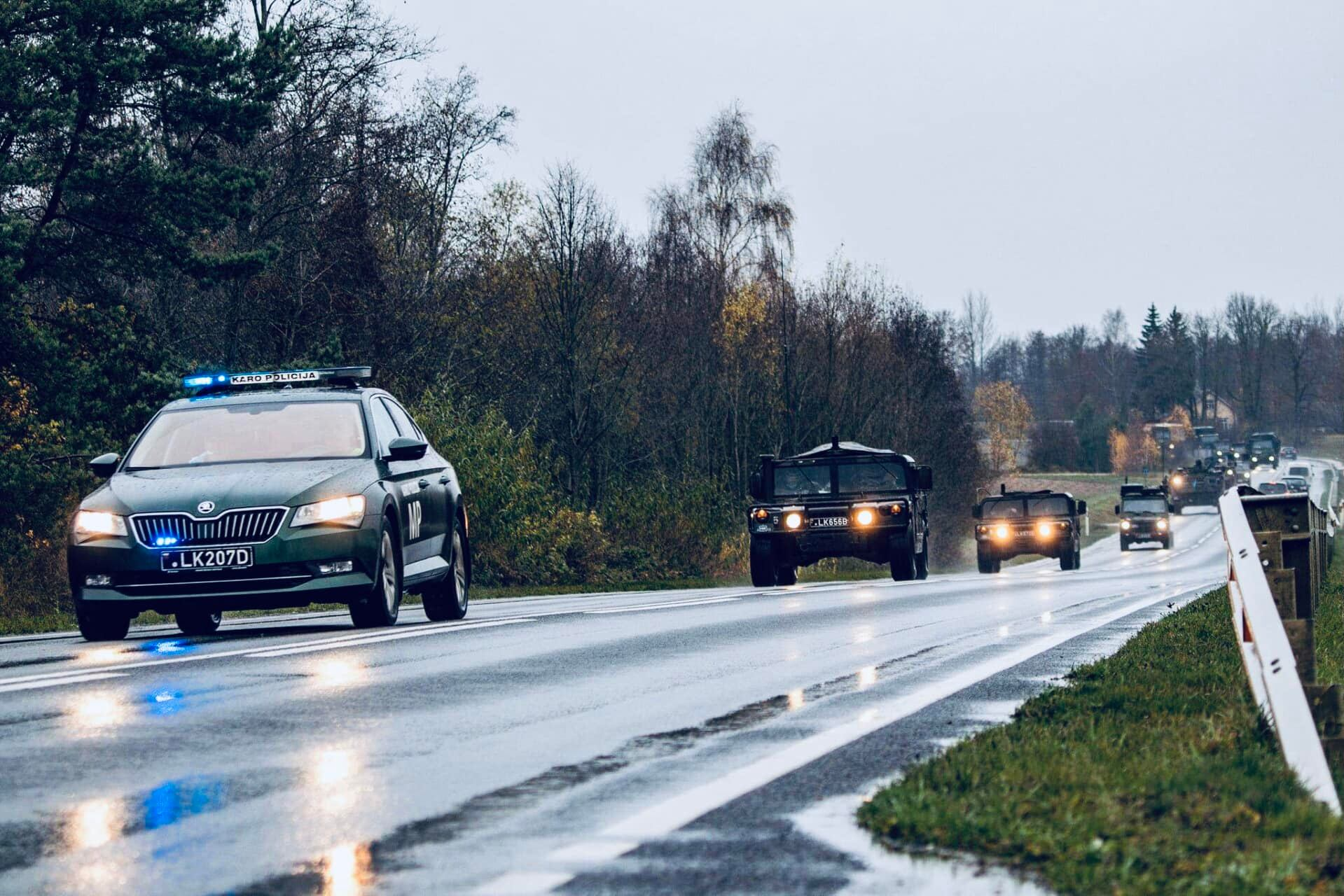
Конвой сопровождаемый военной полицией в рамках контроля трафика.

- Управление досудебных расследований
- Служба поддержки и обеспечения
- Учебный центр
- Отдел охраны важных персон[3]

## Галерея

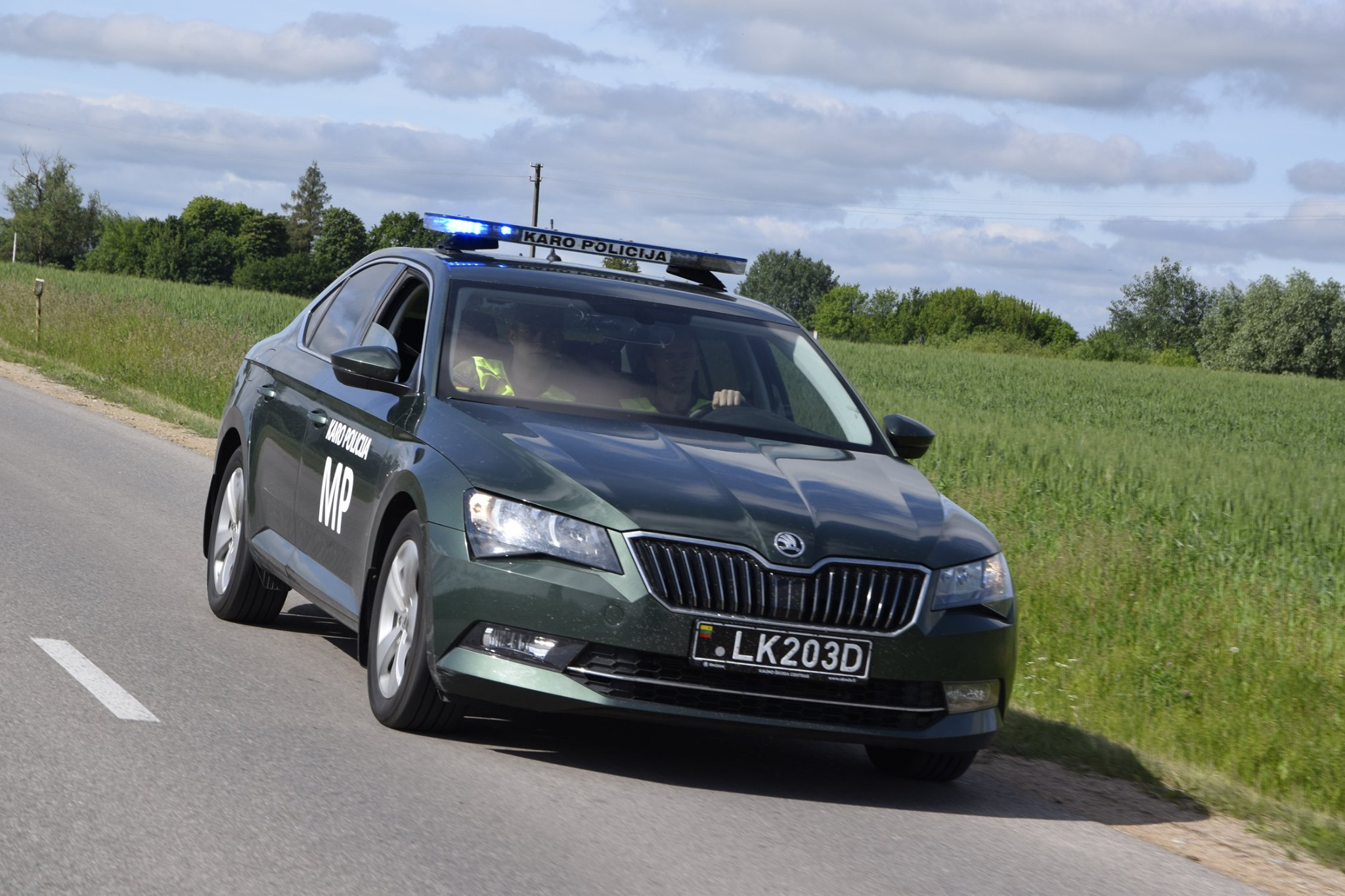
Патрульный автомобиль военной полиции
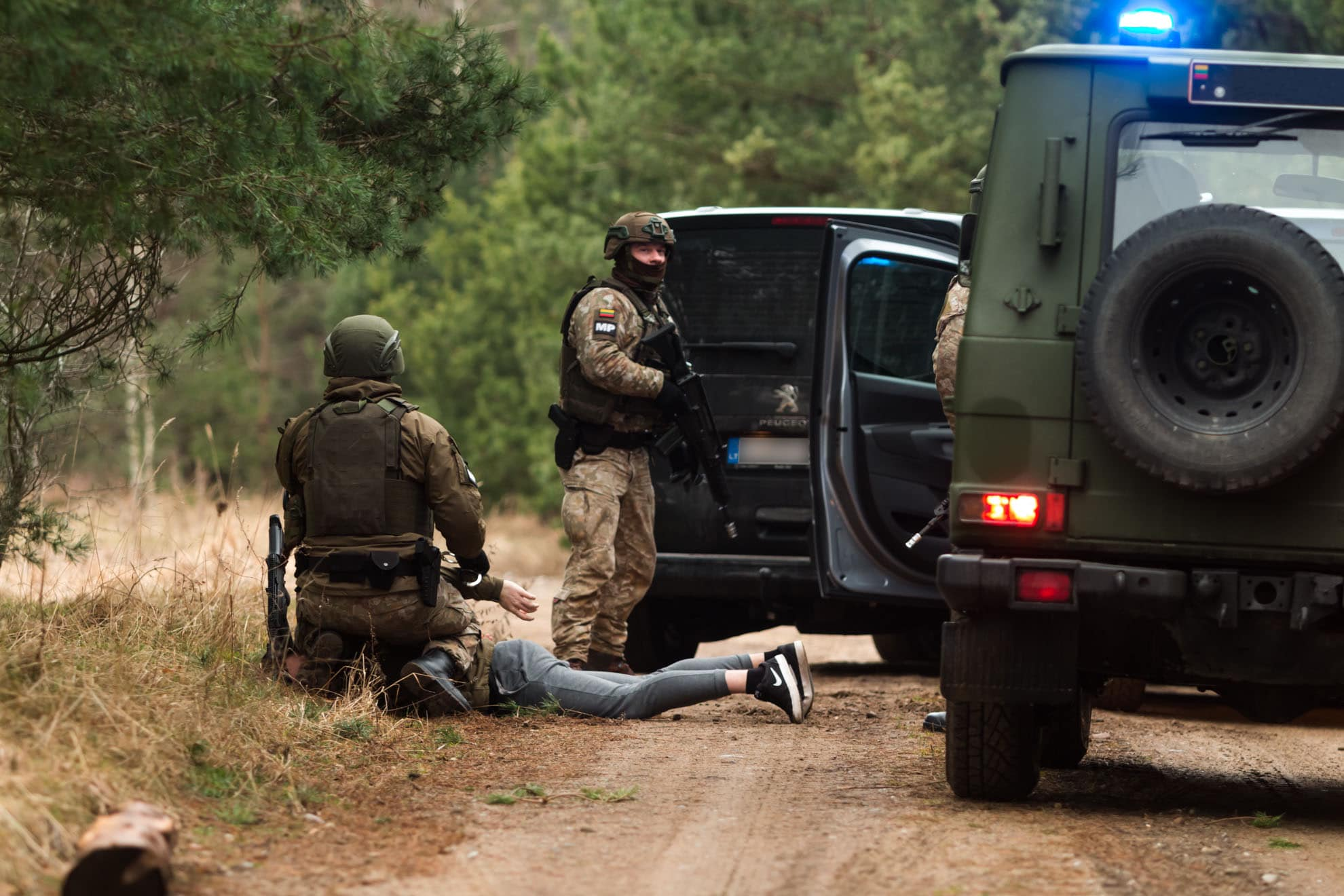
Учения военной полиции
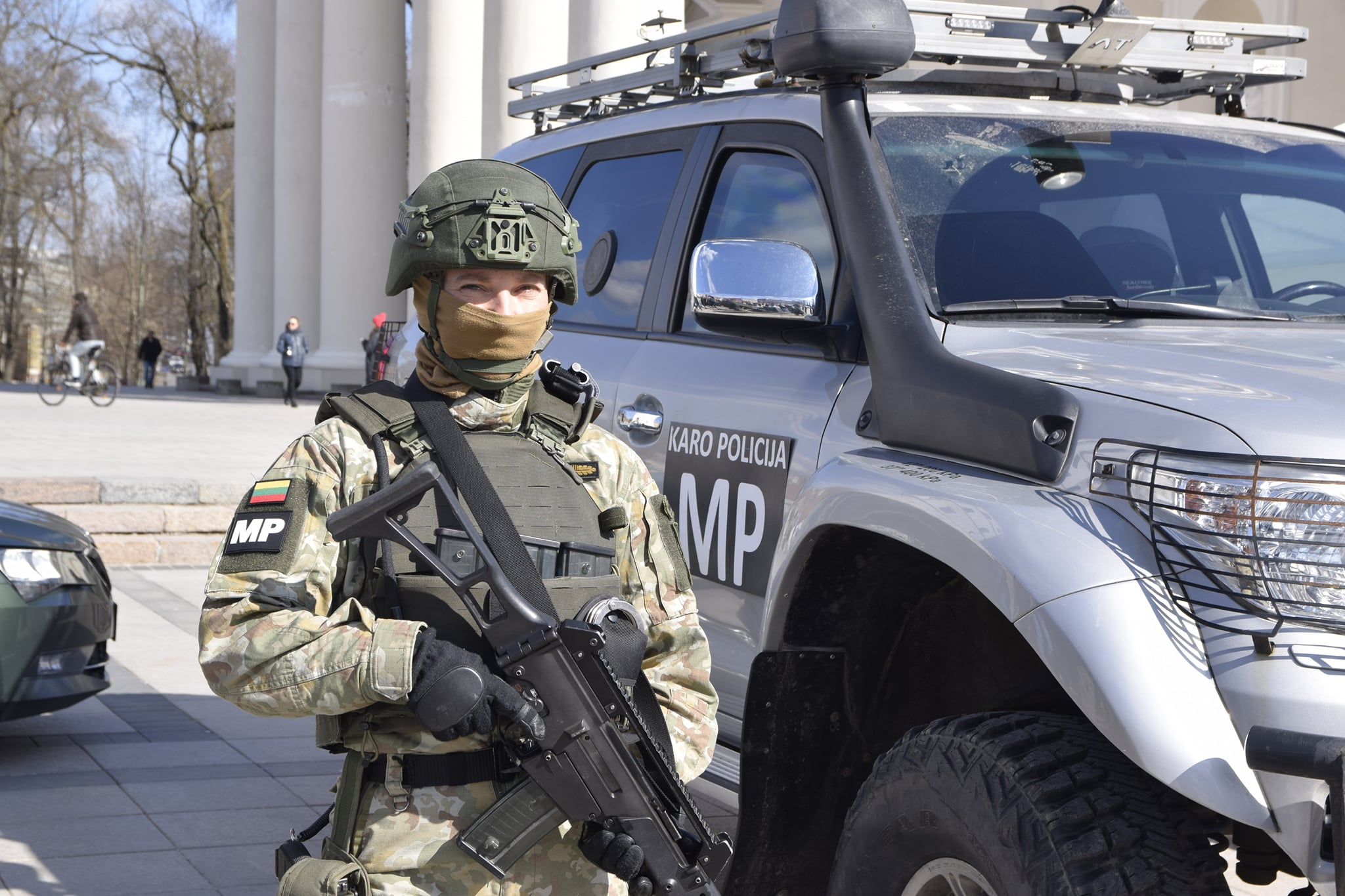
Офицер военной полиции в боевом обмундировании на дня открытых дверей.
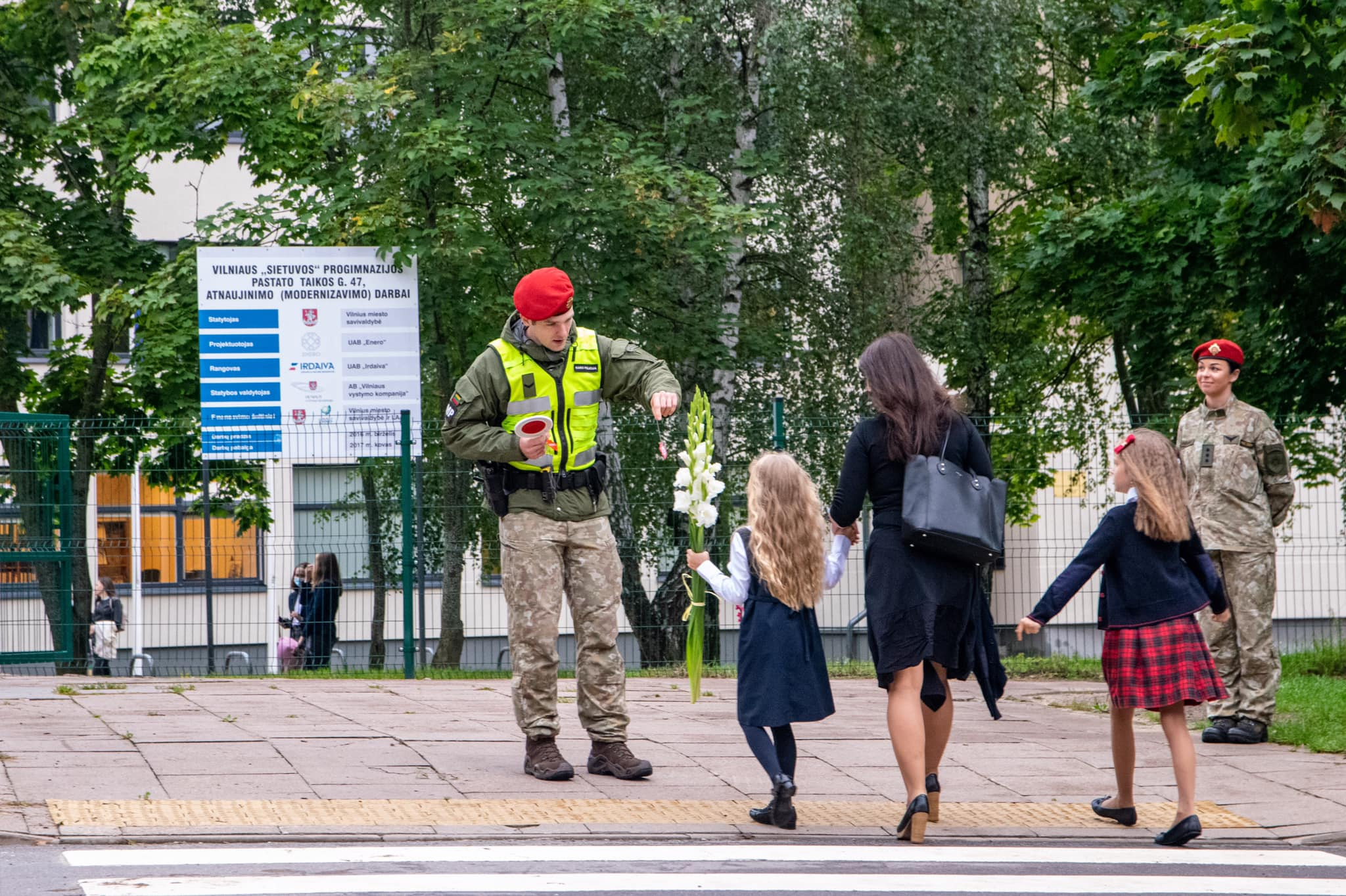
Офицеры военной полиции обеспечивают безопасность движения пешеходов во время Дня Знаний.

## Военная символика

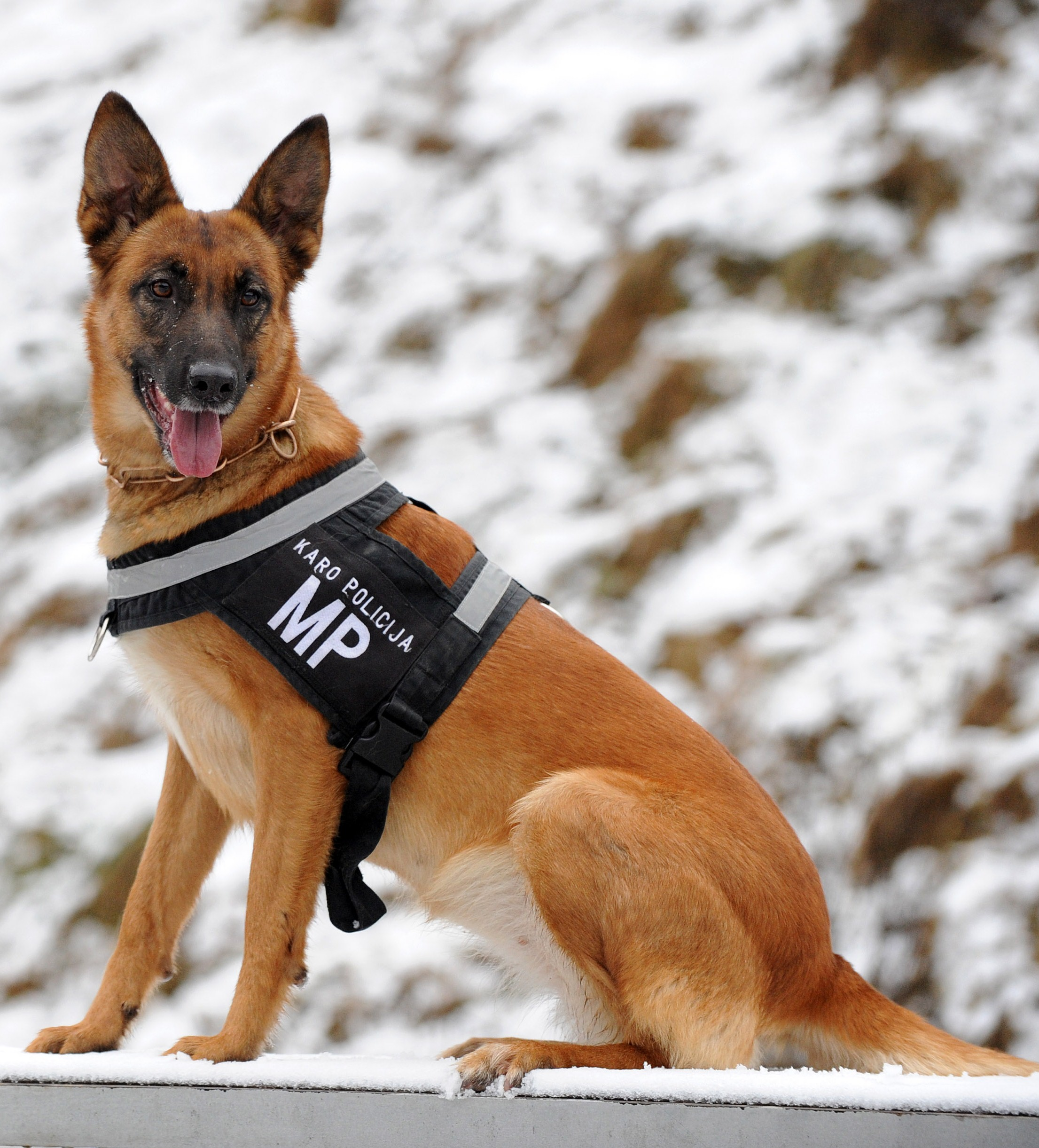
Служебная собака военной полиции

| Боевое знамя                      | Нарукавный знак                   | Берет                             |
| Военная полиция Войска Литовского | Военная полиция Войска Литовского | Военная полиция Войска Литовского |
| --------------------------------- | --------------------------------- | --------------------------------- |
|                                   |                                   |                                   |